# Provinz Luya
Die Provinz Luya ist eine von sieben Provinzen der Region Amazonas im Norden von Peru. Die Provinz hat eine Fläche von 3237 km². Beim Zensus 2017 lebten 48.140 Menschen in der Provinz. Im Jahr 1993 betrug die Einwohnerzahl 46.837, im Jahr 2007 48.328. Provinzhauptstadt ist Lámud.

## Geographische Lage
Im Norden wird die Provinz Luya von der Provinz Utcubamba begrenzt, im Osten von der Provinz Bongará, im Süden von der Provinz Chachapoyas sowie im Westen von der Region Cajamarca.

## Sehenswürdigkeiten
In der Provinz Luya gibt es vielerlei Sehenswürdigkeiten zu bestaunen. Viele Ruinen und historisch interessante Orte, aber auch und ganz besonders eine bezaubernde Landschaft, die jeden sofort gefangen nimmt.

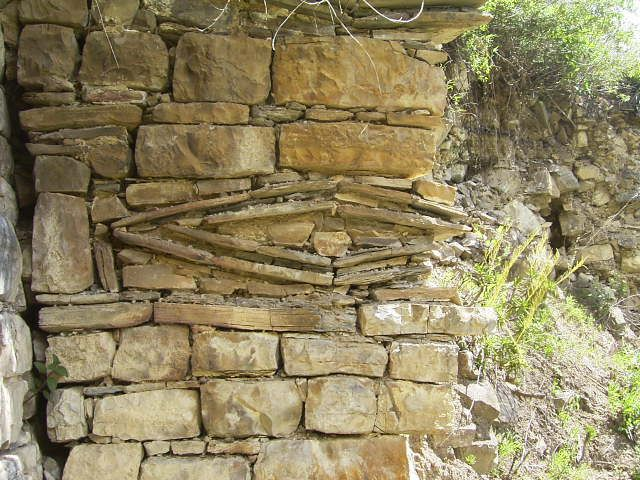
Auge des Pumas – typischer Wandschmuck eines Bauwerkes der Chachapoya

### Die FestungKuélap
Kuélap ist das Aushängeschild der Region Amazonas, eine  auf 3000 Metern mitten im nordperuanischen Bergurwald gelegene Festung, welche aus riesigen Mauern, die einen Berg umspannen, und vielen hundert einzelnen Häuserkonstruktionen verschiedener Jahrhunderte besteht und so riesig ist, dass Archäologen selbst nach über 20 Jahren Forschung nur einen Bruchteil erforschen und restaurieren konnten.

### Karajia
In Karajia kann man in Felswänden, die aus dichten Gestrüpp des wilden Bergurwaldes herausragen, Särge der Chachapoya-Kultur in Form von riesigen Tonfiguren bewundern, welche an dieser Stelle bereits seit mehreren Jahrhunderten ihren Platz haben und trotz ihrer überwältigenden Schönheit kaum bekannt sind.

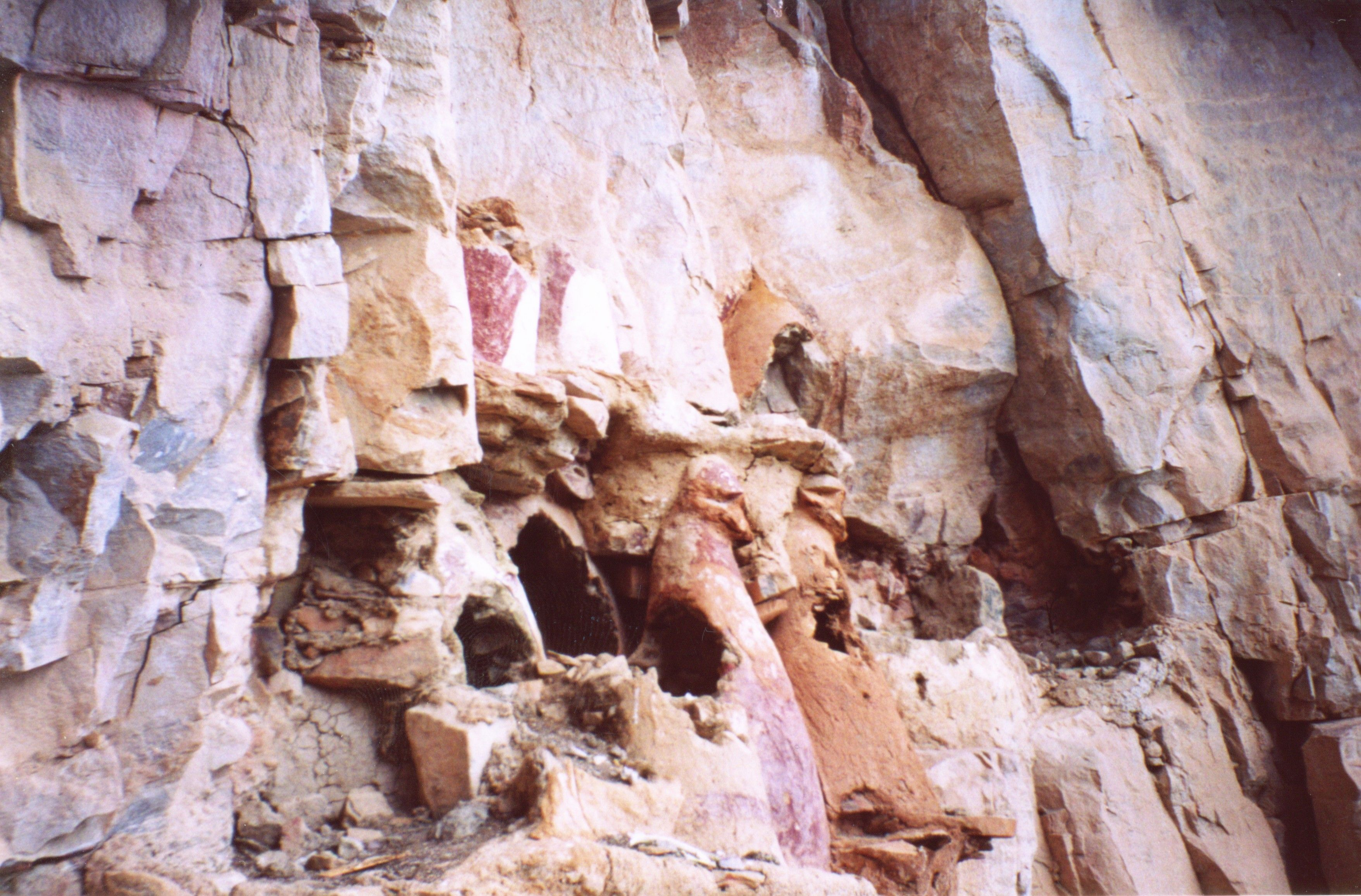
Teil des „Dorfes der Toten“ (pueblo de los muertos)

### Pueblo de los Muertos
"Das Dorf der Toten" – so ist der Titel dieses historisch bedeutsamen Ortes. Wie so oft in der Kultur der Chachapoya, die für die Bestattungen ihrer Toten an möglichst unzugänglichen Orten bekannt ist, befindet sich dieses "Dorf" oder besser dieser Friedhof hoch in einer Felswand und ist nur sehr schwer zu erreichen. Es ist wirklich ein richtiges Dorf, das aus mehreren bunt bemalten Häusern besteht und allein zur rituellen Bestattung genutzt wurde.

### Quiocta-Höhle
Die "Caverna de Quiocta" ist eine riesige Höhle, die bisher nur im Eingangsbereich erforscht ist, da Mittel und Ausrüstung für eine grundlegende Erforschung fehlen. Aber bereits im Eingangsbereich hat man Knochen und Reste kleiner Mauerkonstruktionen längst vergangener Jahrhunderte gefunden. Wegen ausartender Grabräuberei, besonders von Seiten ausländischer Touristen, ist der Eingang der Höhle vergittert und nur mit einem von der Stadtverwaltung lizenzierten Führer gegen Entrichtung einer Gebühr möglich. Führer sowie die nötige Grundausstattung (Gummistiefel, Taschenlampen) findet man auf der Plaza de Armas von Lamud.

### Gran Vilaya
Im Jahr 1985 entdeckte der US-Wissenschaftler Gene Savoy einen Zusammenhang zwischen vielen bis dahin nur der lokalen Bevölkerung bekannten Ruinen und konnte durch seine Studien die Existenz einer riesigen versunkenen Stadtanlage von über 65 km² Fläche beweisen. Noch ist die Erforschung der Stadtanlage am Anfang, aber von Chachapoyas aus ist es möglich, über Yumal und San Juan de Ocumal zu "Gran Vilaya", eben jener vergessenen Stadtanlage, zu kommen.

### Valle Belén
Wahrscheinlich eines der schönsten Flusstäler der Welt ist das Tal "Belén", was übersetzt aus dem Spanischen "Betlehem" bedeutet. In "Belén", wie die lokale Bevölkerung das Tal nennt, sieht man einen Fluss, der sich in weitläufigen Schleifen dem Fluss Marañón entgegenschlängelt. Will man in das Tal gelangen, sucht man am besten in Chachapoyas ein Taxi oder einen Kleinbus, der Richtung Luya/Lamud oder noch besser, gleich zum Valle Belén fährt. Der Straßenverlauf ist recht abenteuerlich. Den letzten Teil des Weges kann man auch zu Fuß gehen, für größere Touren durch "Belén" ist es aber angebracht, einen lokalen Führer zu engagieren, weil sich Ortsfremde hin und wieder verlaufen.

## Verwaltungsgliederung
Die Provinz Luya ist in 23 Distrikte unterteilt. Der Distrikt Lámud ist Sitz der Provinzverwaltung.
| Distrikt               | Verwaltungssitz        |
| ---------------------- | ---------------------- |
| Camporredondo          | Camporredondo          |
| Cocabamba              | Cocabamba              |
| Colcamar               | Colcamar               |
| Conila                 | Cohechan               |
| Inguilpata             | Inguilpata             |
| Lámud                  | Lámud                  |
| Longuita               | Longuita               |
| Lonya Chico            | Lonya Chico            |
| Luya                   | Luya                   |
| Luya Viejo             | Luya Viejo             |
| María                  | María                  |
| Ocallí                 | Ocallí                 |
| Ocumal                 | Collonce               |
| Pisuquía               | Yomblón                |
| Providencia            | Providencia            |
| San Cristóbal          | San Cristóbal de Olto  |
| San Francisco del Yeso | San Francisco del Yeso |
| San Jerónimo           | Paclas                 |
| San Juan de Lopecancha | San Juan de Lopecancha |
| Santa Catalina         | Santa Catalina         |
| Santo Tomás            | Santo Tomás            |
| Tingo                  | Tingo                  |
| Trita                  | Trita                  |